# Ayer (canción de Enrique Iglesias)
«Ayer» es una canción interpretada por el cantautor español Enrique Iglesias tomado de su noveno álbum de estudio y primero realizado en bilingüe Euphoria (2010). La canción fue lanzada como el tercer sencillo en español y séptimo del álbum. Fue producido por Enrique y Carlos Paucar como colaborador y lanzado el 23 de mayo de 2011 como descarga digital. "Ayer" fue escrito por Enrique Iglesias y Descemer Bueno.

## Video musical
El video musical de la canción se estrenó a través de su sitio web oficial en YouTube el 29 de julio de 2011. En el video Iglesias aparece en una habitación oscura iluminada por la luz de las velas. A medida que el video continúa, el su corazón roto hace que la habitación arda en llamas. La sala comienza a llenarse de humo con muebles quemándose detrás de Enrique Iglesias; sin embargo, el cantante está tan concentrado que no parece darse cuenta. Meena Rupani de Desihits escribió "El video de "Ayer" es simple y conmovedor, y es lo que nos hizo enamorar de Enrique Iglesias en primer lugar."

## Lista de canciones
EE. UU. Descarga digital
1. "Ayer" – 3:33

EE. UU. Descarga digital - The Remixes
1. "Ayer" – 3:33
2. "Ayer" (Versión Regional Mexicana) (con Voz de Mando)
3. "Ayer" (Versión Bachata) (con 24 Horas)
4. "Ayer" (Versión urbana) (con J-King & Maximan)

## Posicionamiento en listas
| Lista (2011)                               | Mejor posición |
| ------------------------------------------ | -------------- |
| Estados Unidos Latin Songs (Billboard)     | 3              |
| Estados Unidos Latin Pop Songs (Billboard) | 3              |
| Estados Unidos Tropical Songs (Billboard)  | 1              |

Notas
- Los chartings son de la versión única excepción de Tropical Songs en el que es para la versión del álbum.

## Historial de versiones
| País           | Lanzamiento        | Formatos         | Discográfica       |
| -------------- | ------------------ | ---------------- | ------------------ |
| Estados Unidos | 23 de mayo de 2011 | Descarga digital | Universal Republic |